# Kremlin Cup 2005
La Kremlin Cup 2005 è stato un torneo di tennis giocato sul cemento indoor. È stata la 16ª edizione del torneo maschile che fa parte della categoria International Series nell'ambito dell'ATP Tour 2005 e la 10ª del torneo femminile che fa parte della categoria Tier I nell'ambito del WTA Tour 2005. Il torneo si è giocato allo Stadio Olimpico di Mosca, in Russia, dal 10 al 16 ottobre 2005.

## Campioni

### Singolare maschile
Igor' Andreev ha battuto in finale  Nicolas Kiefer con il punteggio di 5–7, 7–6(3), 6–2

### Singolare femminile
Mary Pierce  ha battuto in finale  Francesca Schiavone con il punteggio di 6–4, 6–3

### Doppio maschile
Maks Mirny /  Michail Južnyj hanno battuto in finale  Igor' Andreev /  Nikolaj Davydenko con il punteggio di 5–1, 5-1

### Doppio femminile
Lisa Raymond /  Samantha Stosur hanno battuto in finale  Cara Black /  Rennae Stubbs con il punteggio di 6–2, 6–4